# Округ Бекер (Минесота)
Бекер (енгл. Becker County) је округ у америчкој савезној држави Минесота.

## Демографија
По попису из 2010. године број становника је 32.504, што је 2.504 (8,3%) становника више него 2000. године.
| Група             | 2000.          | 2010.          |
| Белци             | 26.699 (89,0%) | 28.539 (87,8%) |
| Афроамериканци    | 58 (0,2%)      | 138 (0,4%)     |
| Азијати           | 108 (0,4%)     | 125 (0,4%)     |
| Хиспаноамериканци | 230 (0,8%)     | 398 (1,2%)     |
| Укупно            | 30.000         | 32.504         |